# Catedral de Versalhes
A Catedral de Versalhes ou Catedral de Saint-Louis de Versailles é uma igreja de estilo rococó, construído em Versalhes (Yvelines), pelo arquiteto Jacques Hardouin-Mansart de Sagonne. Ela foi abençoada em agosto de 1754, escolhida como a catedral na Revolução Francesa e finalmente consagrada catedral em 1843. A fachada é decorada com colunas dóricas e coríntias, é ladeada por dois campanários. Uma cúpula coberta de uma flecha em forma de balaústre é colocada acima do cruzeiro.

## Origens da paróquia
A igreja da vila de Versalhes, antes da construção do castelo, foi dedicada a são Juliano de Brioude. Esta igreja foi demolida em 1681. Em seu lugar foi construído o grande comum do castelo. A igreja Saint-Julien foi reconstruída na cidade nova. Ela teve uma existência efêmera. Em 1684, Luís XIV colocou a primeira pedra de um novo edifício : a paróquia Notre-Dame que deu o seu nome ao bairro.

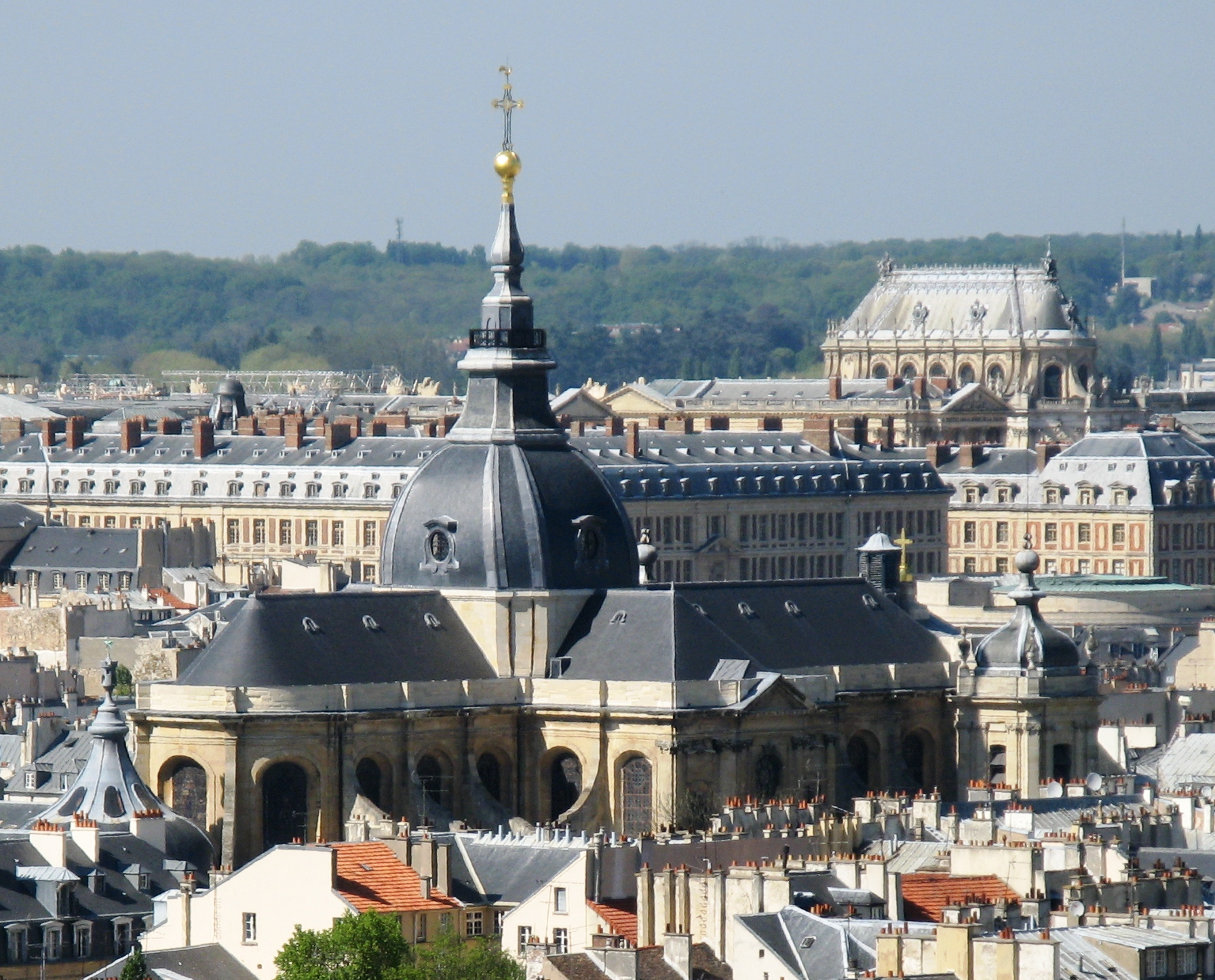
A Catedral de Saint-Louis, com o Palácio de Versalhes ao fundo.

Os habitantes da antiga Versailles, do Parc aux Cerfs e das ruas vizinhas, ao número de cerca de quatro mil e cinquenta, já não dispunham de qualquer lugar de adoração. A catedral de Notre-Dame ficava muito longe e seu acesso difícil, pois então era preciso atravessar a Place d'armes para chegar lá. Quando, no final do século XVII, esta parte da cidade teve extensão, os arquitetos encarregada de elaborar os planos não falharam em fornecer uma igreja. Desde 1725, foi construída na esquina da rue de Satory e da rue d'Anjou, perto do Potager du roi, uma capela provisória ao longo de trinta metros, ladeada por um lado e rodeada por um cemitério. Começou a se enterrar no mês de abril de 1727, tendo se batizar em 17 de maio de 1728.
Ela era apenas uma sucursal da paróquia de Notre-Dame. Ele era servida por dois capelães, padres da Missão, como aqueles da igreja-mãe. À media que o bairro cresceu, tornou-se necessário dar-lhe a autonomia religiosa. Por decreto de Mgr. de Vintimille, arcebispo de Paris, em data de 4 de junho de 1730, a capela foi erigida como paróquia sob o patrocínio de são Luís.
Os habitantes tiveram de se contentar com esta capela por vários anos. Mas eles eram mais e mais numerosos. Finalmente, por volta de 1740, se decidiu construir uma verdadeira igreja. Mas não iria alterar os hábitos que os paroquianos tinham tomado. Foi por isso que se decidiu que o monumento seria construído ao lado da capela, e quase cara-a-cara. Havia uma ampla praça que parecia perfeitamente adequada para este destino.

## A construção da igreja
Luís XV nomeou em maio de 1742 Jacques Hardouin-Mansart de Sagonne, neto do arquiteto de Luís XIV, para grande descontentamento de Ange-Jacques Gabriel, arquiteto oficial do rei, que esperava bem receber a encomenda.
As fundações foram iniciadas em junho de 1742. Os empresários Letellier e Rondel foram recebidos com um solo esponjoso, que exigiu o estabelecimento de bases sólidas, com o auxílio de uma grande laje de pedra, cobrindo toda a superfície da igreja.

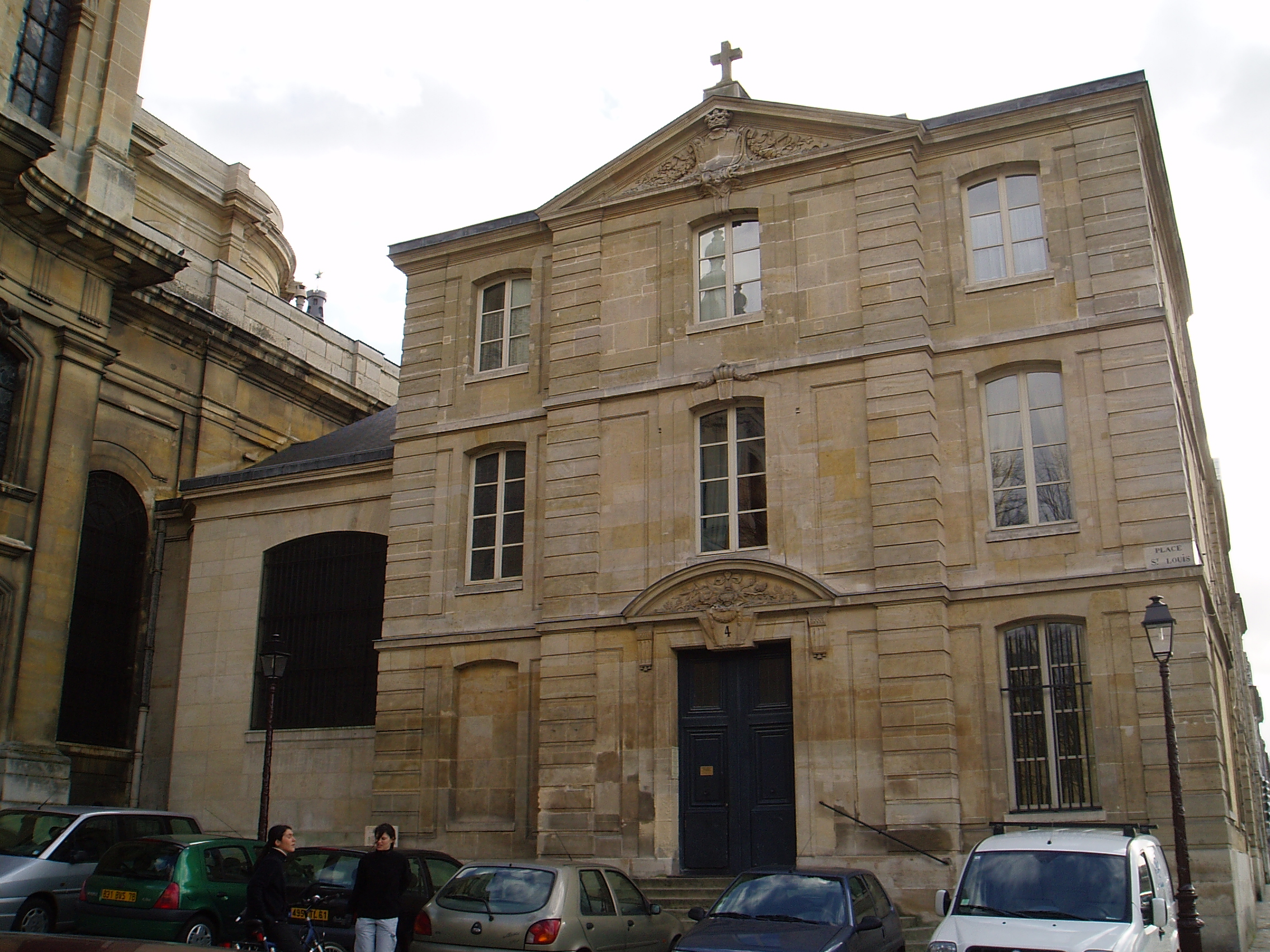
Casa (Hôtel) dos lazaristas

A primeira pedra foi solenemente estabelecida pelo arcebispo de Paris em 12 de junho de 1743. Luís XV colocou ele mesmo em uma cavidade escavada para esta finalidade uma medalha de ouro e quatro medalhas de prata, depois procedeu-se à vedação da pedra de base.
A construção foi muito lenta. A igreja Saint-Louis foi na verdade terminada doze anos mais tarde. A inauguração foi em 24 de agosto de 1754, sem a presença da família real pois a delfina, Maria Josefa da Saxônia, tinha dado à luz um dia antes um filho (o futuro Luís XVI). No ano seguinte o rei fez uma doação de seis sinos, que teve por madrinhas a rainha (Maria), a delfina (Josefina), e as quatro filhas de Luís XV : Adelaide, Vitória, Sofia e Luísa. A antiga capela foi destruída. O presbitério adjacente foi construído ao mesmo tempo que a capela de Robert de Cotte. Este edifício serviu como escritório do bispado do século XIX até 1905.
Em 1764, o arquiteto Louis-François Trouard levantou além do braço esquerdo do transepto uma capela dita "da vala comum" (porque ela foi concebida para receber os corpos dos mortos que morreram no palácio). Ela levou mais tarde o nome de capela da Providência. Trabalhos interiores da escultura também foram realizados em 1764. Eles nunca foram concluídos.

## A história do edifício
A igreja de Saint-Louis passou por algumas transformações até a Revolução e a sua história é desprovida de grandes eventos, a paróquia real restou Notre-Dame. No entanto, quando abriram os Estados Gerais de 1789, foi na Saint-Louis, que a procissão solene (parte de Nossa Senhora) ocorreu e foi a partir do púlpito da igreja que o bispo de Nancy denunciou os abusos da Corte. Várias sessões dos Estados também foram realizadas na Saint-Louis no mês de junho. No dia 22, o Juramento do Jogo da Péla foi renovado.
Em 1790, Versalhes tornou-se sede de um bispado. O primeiro bispo constitucional, Monseigneur Avoine, escolheu Notre-Dame como catedral. Posteriormente, a igreja de Saint-Louis foi fechada e, a maioria dos objetos de adoração foram confiscados, transformada em um templo da Abundância. Foram figurados os atributos, na fachada um lavrador mesmo pintou, no frontispício da igreja. Assim que o culto católico foi restaurado, o bispo constitucional que tinha sucedido a Monseigneur Avoine, Mgr. Clément, preferiu Saint-Louis a Notre-Dame e foi assim que a igreja se tornou definitivamente catedral. Em 3 de janeiro de 1805, o papa Pio VII, veio a Paris para a coroação do imperador Napoleão I, foi acolhida na catedral de St Louis, pelo primeiro bispo concordatário, Monseigneur Charrier.
Luís XVIII e Carlos X não tiveram a oportunidade de visitar a catedral. No entanto Luís Filipe assistiu a um Te Deum cantado em 1837 depois da captura de Constantina.
Em 1843, Mgr. Blanquart de Bailleul consagra a catedral que não tinha sido abençoada durante sua inauguração.
A catedral é o objeto de uma classificação no título dos monumentos históricos desde 30 de outubro de 1906.
Durante a Revolução, a igreja tinha sofrido danos muito graves, que foram todas apagados pouco a pouco.

## Obras de arte

### O mobiliário
O púlpito
Ela é contemporânea da construção da igreja.
O banco de igreja
Em madeira esculpida, estilo Luís XV. Sem dúvida para os anfitriões da marca.
Os vasos de água benta
Em mármore branco, esculpidos em 1780 por Hersent.
O relicário de São Luís
O altar
O novo altar, "altar revestido com estanho empurrado para trás e coberto com uma mesa de mármore cinza", e decorado com "finas folhas de ouro: avante três sóis radiantes simbolizando a Santíssima Trindade, dos anjos: Cathédrale St Louis - Altar apreendido em pleno voo sobre os lados e para trás a coroa de espinhos em homenagem a São Luís", foi concebido e realizado por Philippe Kaeppelin , e consagrado pelo Bispo Eric Aumonier, no dia 7 de abril de 2002.

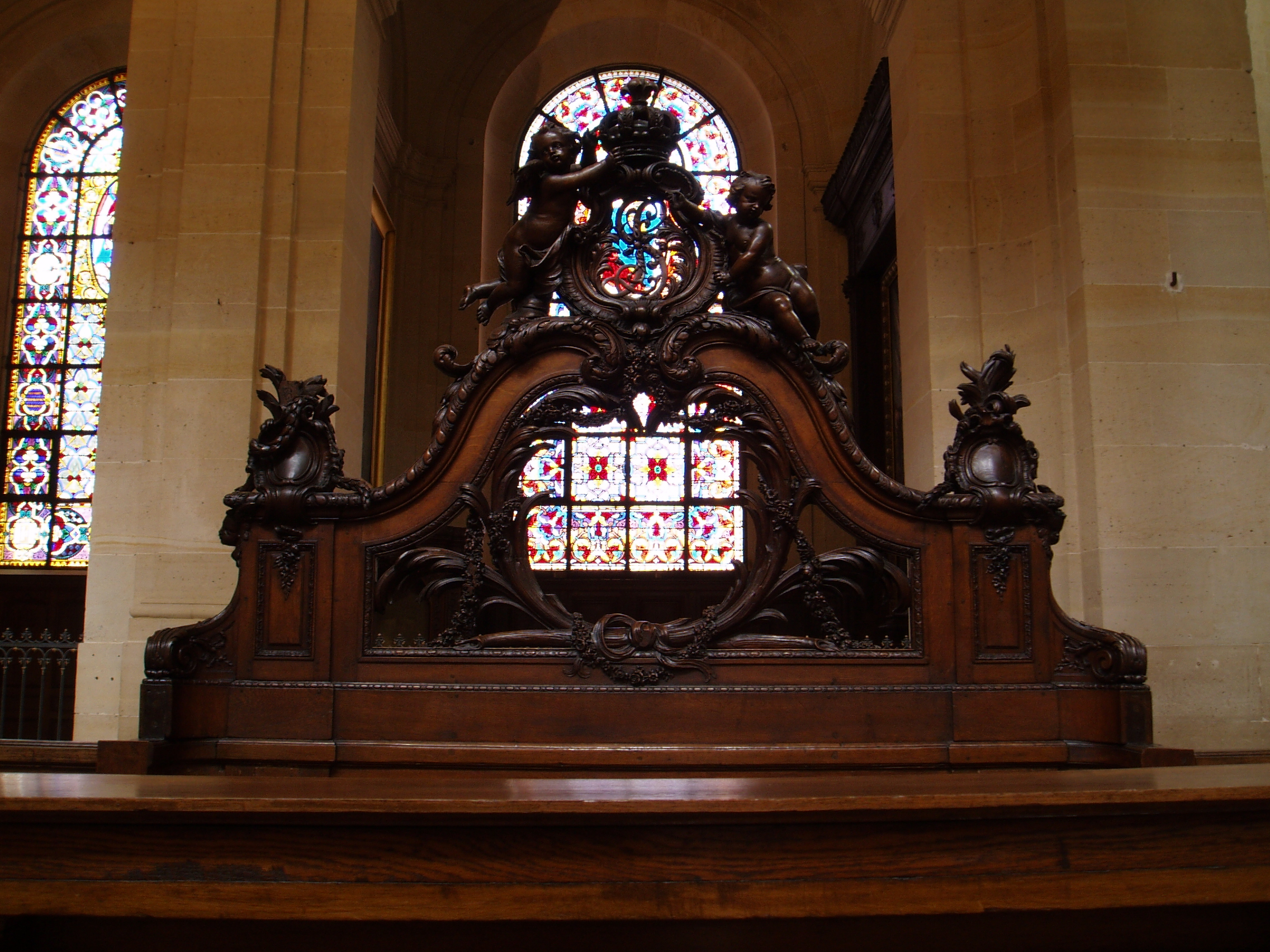
O banco de igreja
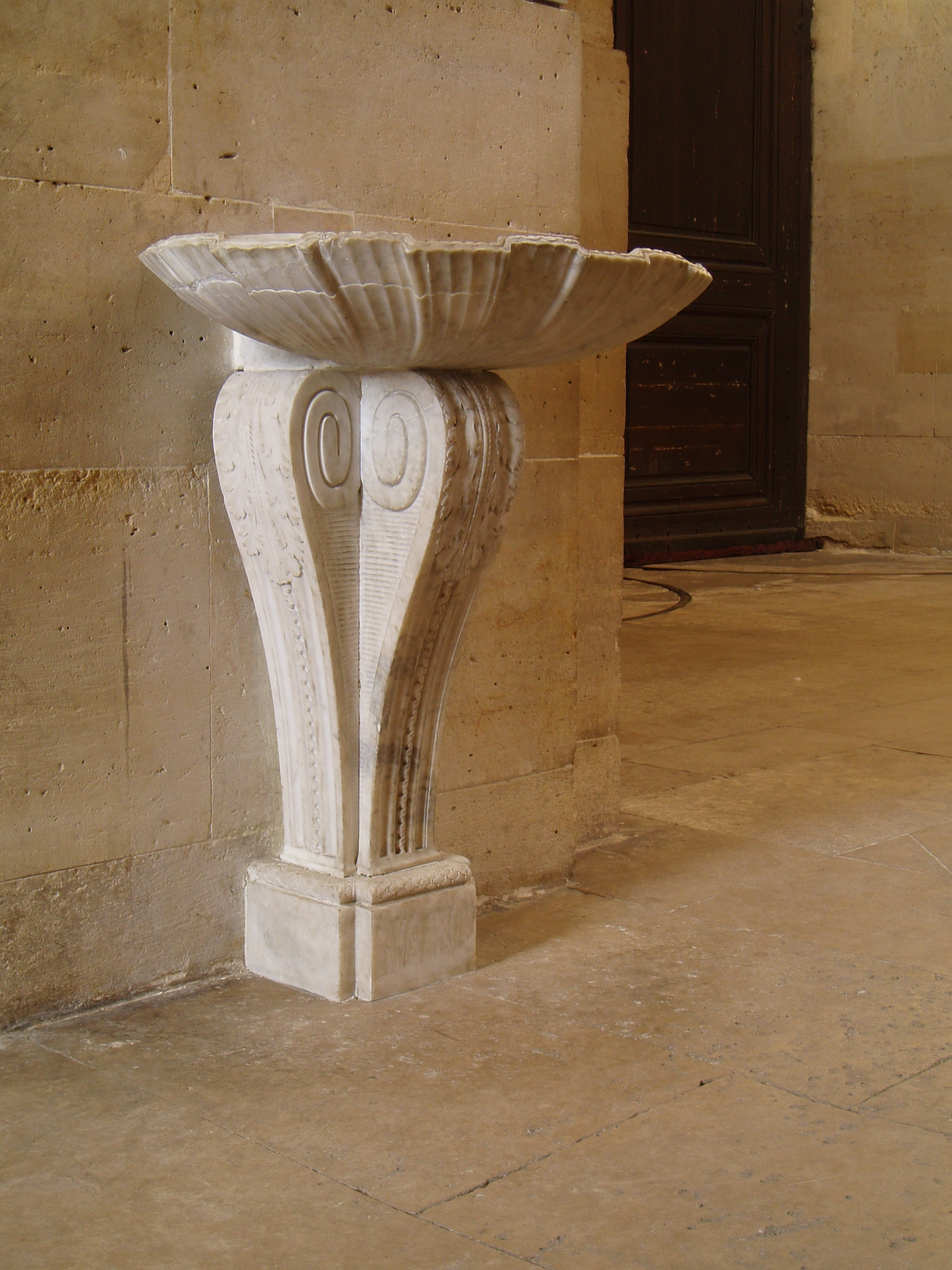
Vasos de água benta gigantes
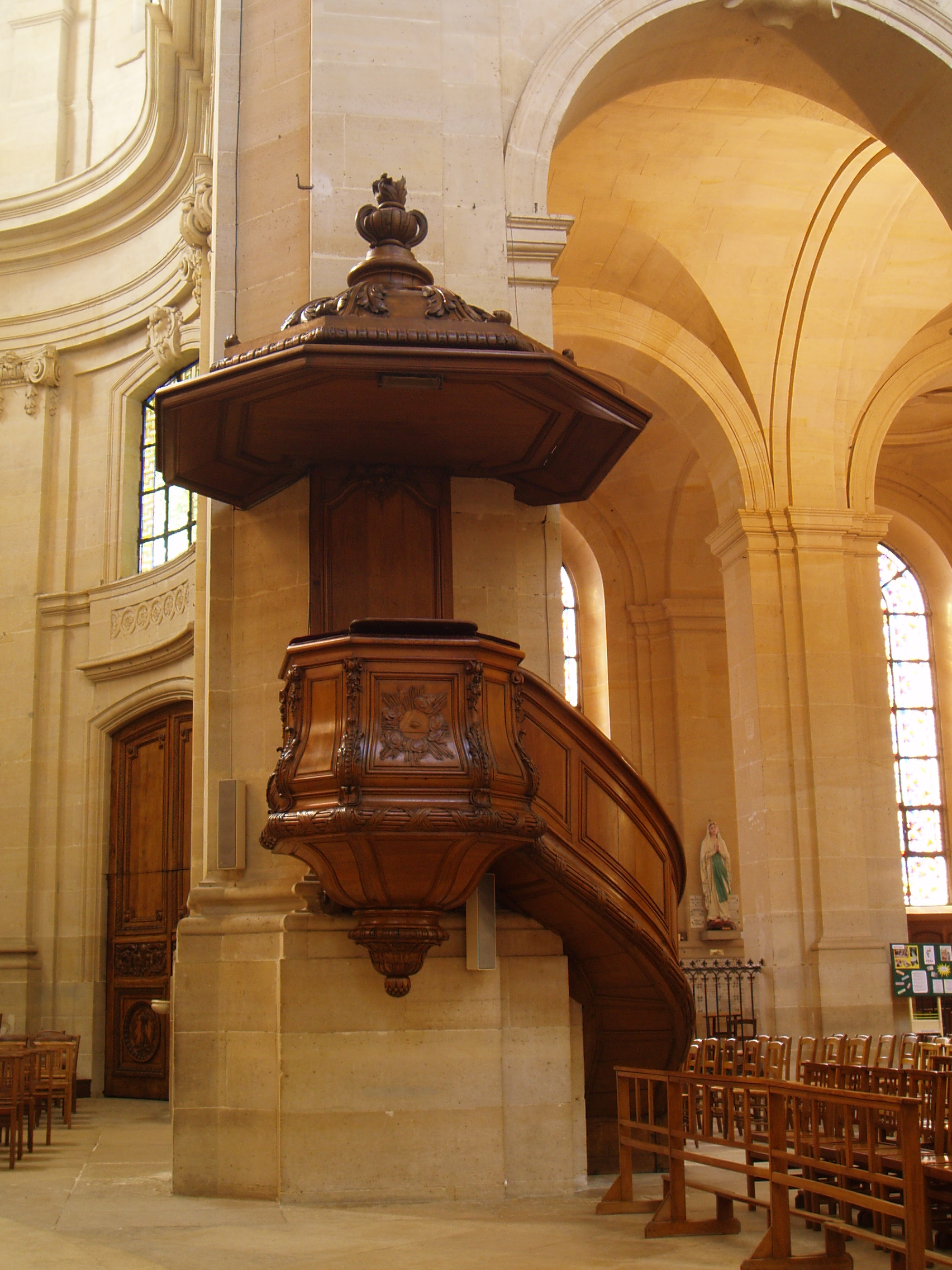
Púlpito
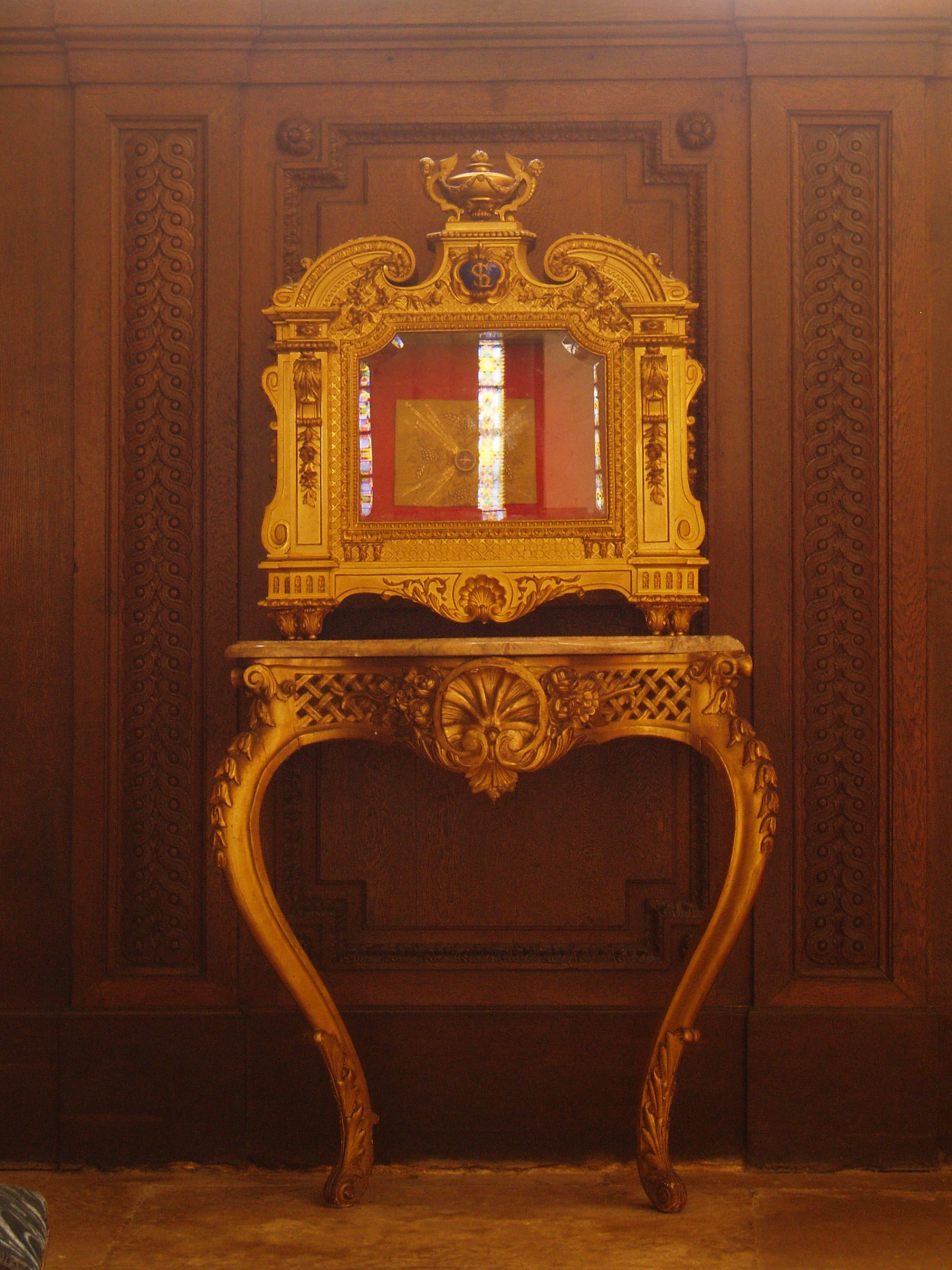
Relicário de são Luís
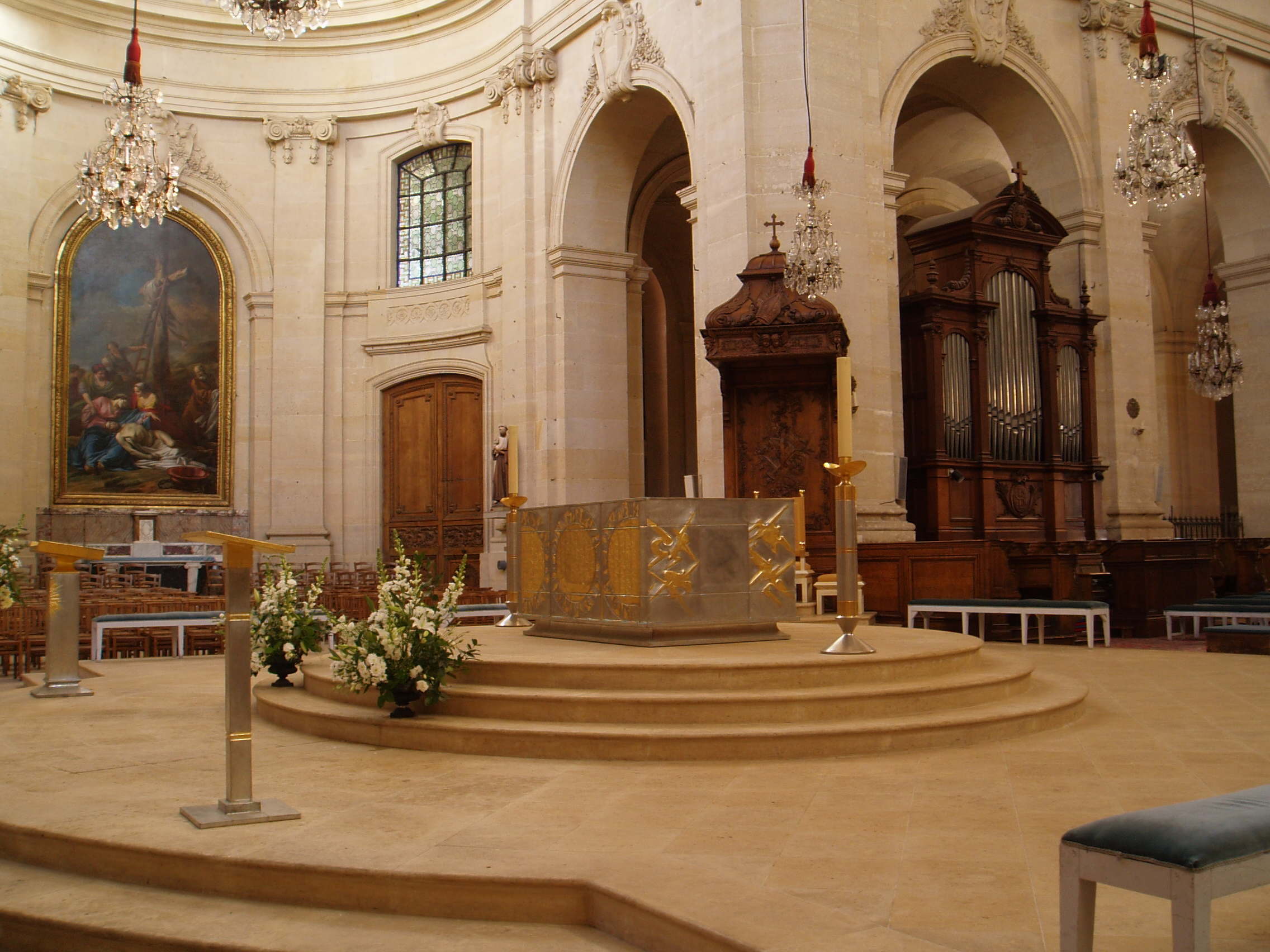
O coro e o altar-mor

### As pinturas

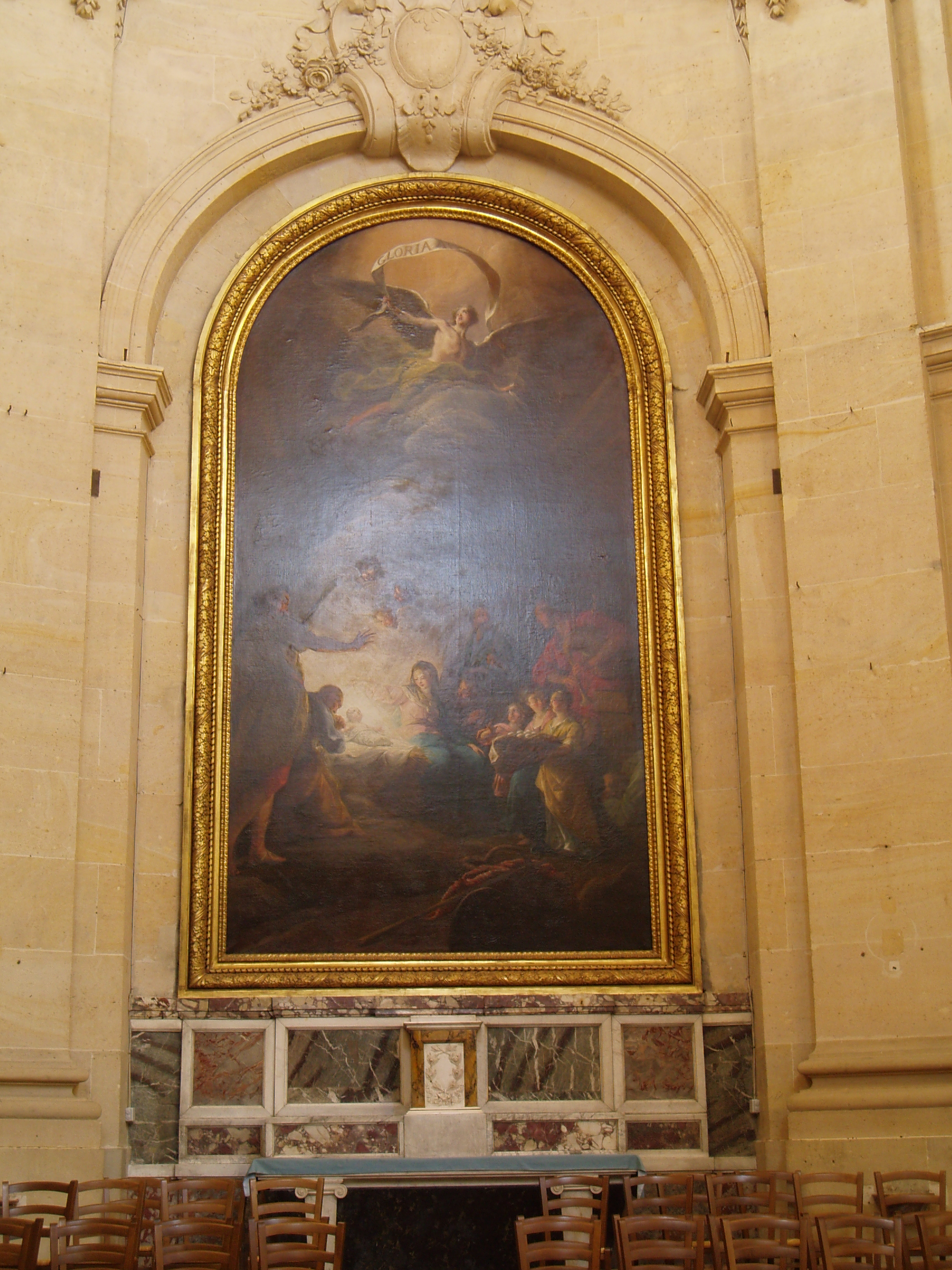
A Adoração dos pastores, por Jean Restout (1761)
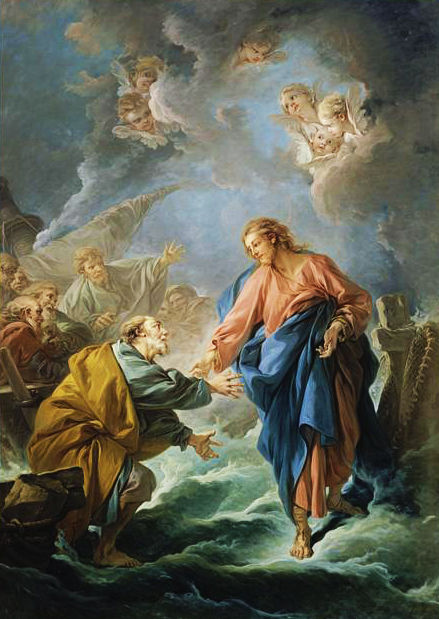
São Pedro ao tentar andar sobre a água por François Boucher (1766)

### As estátuas
Busto de São Luís
obra de Catherine Cairn, artista contemporânea, instalada desde novembro de 2005, no deambulatório, em frente da capela de Saint-Louis.